# West Moorings
West Moorings es una localidad de Trinidad y Tobago, que forma parte de la región de Diego Martín.

## Toponimia
La localidad también es conocida por la variante gráfica de Westmoorings.

## Geografía
La localidad abarca parte de la isla Trinidad y limita al norte con Goodwood Gardens, al sur con el golfo de Paria, al este con Victoria Gardens, Powder Magazine y Cocorite (esta última localidad perteneciente a la ciudad de Puerto España) y al oeste con Goodwood Gardens y Bayshore.

## Demografía
Datos demográficos de la localidad de West Moorings:
| Gráfica de evolución demográfica de West Moorings entre 2000 y 2011 |
|                                                                     |